# الليوان (برنامج)
الليوان برنامج تلفزيوني حواري يقدمه الإعلامي السعودي عبد الله المديفر على قناة روتانا خليجية خلال شهر رمضان، وبدأ عرض الموسم الأول منه عام 2019. ومن أبرز ضيوف البرنامج ولي العهد السعودي الأمير محمد بن سلمان آل سعود الذي كان أحد ضيوف برنامج «الليوان» في موسم 2021.

## اسم البرنامج
ذكر المديفر أن "الليوان هو مجلس السعوديين داخل المنزل، يطلّ على كل الغرف، ونتحدث فيه بأريحية وصراحة، لذلك تجدنا تنوعنا بين السياسة والفكر والاقتصاد والأدب والشعر والطب والتاريخ والإعلام والعمارة والاحتياجات الخاصة والعمل الخيري، وغيرها".

## أبرز ضيوف البرنامج

### الموسم الأول 2019
- منصور النقيدان.[4]
- محمد التونسي.
- خالد البلطان.
- نجيب الزامل.
- ناصر الفراعنة.
- سبأ باهبري.

### الموسم الثاني 2020
- الأمير تركي الفيصل.[5]
- عادل الكلباني.[6]
- منصور التركي.
- سليمان الذييب.
- سامي الجابر.
- محمد حسن علوان.
- ياسر التويجري.
- عضوان الأحمري.
- عجلان العجلان.

### الموسم الثالث 2021
- الأمير محمد بن سلمان بن عبد العزيز آل سعود.
- عثمان الصيني
- طلال أبو غزالة.[7]
- عبد الله العثيم.
- جاسر الحربش.
- عبد الله بن بخيت.
- محمد الشارخ.
- نجم عبد الكريم.[8]

### الموسم الرابع 2022
- لبنى العليان.[9]
- سعد بن طفلة.
- الأمير بدر بن عبد المحسن.
- محمد آل جابر.
- الأميرة لمياء بنت ماجد آل سعود.
- غادة المطيري.

### الموسم الخامس 2023
- محمد عبده.
- الأميرة موضي بنت خالد آل سعود.[10]
- مشاري العفاسي.

### الموسم السادس 2024
- الأميرة لولوة الفيصل.
- جميل الحجيلان.[11]
- عبد الله المطلق.[12]
- خالد المالك.

### الموسم السابع 2025
- صالح آل الشيخ.[13][14]
- محمد علي الحسيني.[15]
- يزيد الراجحي.[16]
- هاني نجم.
- عائشة المانع.
- أحمد الديين.[17]
- محمد بن عبد الملك آل الشيخ.[18]
- محمد باسل الطائي.[19]
- عبد المحسن النمر.[20]

## الجوائز
- حصل البرنامج في موسمة الثاني 2020 على جائزة أفضل برنامج في شهر رمضان في التصويت الرمضاني السنوي الذي أطلقه المركز السعودي للمسؤولية الاجتماعية بنسبة «59 %».[21]
- جائزة الإعلام العربي لأفضل برنامج اجتماعي عام 2024م.[22]